# Vilanova Artigas
Pour les articles homonymes, voir Vilanova et Artigas (homonymie).
João Batista Vilanova Artigas est un architecte brésilien, né le 23 juin 1915 et mort le 12 janvier 1985. Le curitibano Artigas est, à côté de Frederico Kirchgässner et Lolô Cornelsen, responsable des premières manifestations modernistes dans l'architecture de Curitiba. Diplômé ingénieur-architecte dans l'École Polytechnique USP, Artigas, bien qu'ayant travaillé principalement à São Paulo, il a laissé des œuvres significatives dans la capitale. Il a construit l'ancienne gare routière de Londrina, aujourd'hui transformée en Musée d'Art. 

## Biographie
Ses premières œuvres à Curitiba datent des années 1940 quand son architecture était fortement influencée par les projets de Frank Lloyd Wright. Plus tard, Artigas a été influencé par Le Corbusier, influence fortement reconnue dans la résidence de João Luiz Bettega, dans la Rue de la Paix, aujourd'hui nommée Maison Vilanova Artigas. 
Artigas a eu de nombreuses relations avec les artistes populaires de São Paulo du groupe Saint Helena (appelés « famille artistique de São Paulo »).
Parallèlement à l'activité d'architecte, Artigas s'est consacré, au long de sa vie, à l'enseignement ; initialement à l’Ecole Polytechnique de São Paulo, puis dans le cours d'Architecture de USP. En 1962, quand a été implanté le cours d'architecture dans UFPR, Artigas a été invité pour intégrer le corps enseignant, mais a décliné l'invitation. Cependant son refus a permis d’innombrables conférences et sa production a influencé toute une génération d'élèves. 
Beaucoup d'œuvres d'Artigas représentent l'interprétation de la « maison de Paraná » en renvoyant toujours aux souvenirs de son enfance dans le Paraná.
Les presque 700 projets réalisés et le contact avec des professionnels d'autres pays, ont donné à Artigas une reconnaissance internationale. Artigas est aujourd'hui l'architecte brésilien le plus primé par Union Internationale des Architectes durant le XXe siècle.

## Principales œuvres
Outre d’innombrables résidences, bâtiments commerciaux et résidentiels, institutions et écoles, Artigas a laissé des projets reconnus nationalement : 
- À São Paulo : Le siège de la Faculté d'Architecture de USP-FAUUSP et le Stade du Morumbi.
- À Londrina : L'ancienne gare routière (aujourd'hui transformée en musée), la Maison de l'Enfant et le Ciné Or Vert, ancienne gare routière.
- À Curitiba : Hôpital Sont Lucas, Maison Vilanova Artigas et la Résidence Niclievicz.